# اختبار التوظيف
اختبار التوظيف هو ممارسة إجراء اختبارات مكتوبة أو شفهية أو اختبارات أخرى كوسيلة لتحديد مدى ملاءمة أو مرغوبية متقدم لوظيفة. يستند هذا النهج إلى أنه إذا كانت نتائج الاختبار ترتبط بأداء العمل فإنه من المفيد اقتصاديا لصاحب العمل تحديد الموظفين بناء على الدرجات المتحصل عليها في ذلك الاختبار.

## السياق القانوني (الولايات المتحدة)
قد قررت المحكمة العليا في الولايات المتحدة عدة قضايا توضح مكانة اختبارات التوظيف في سياق قانون الممارسات التمييزية. وعلى وجه الخصوص تناولت هذه القضايا الاستخدام التمييزي للاختبارات عند ترقية الموظفين من خلال طلب اختبارات تفوق المؤهلات التعليمية المطلوبة للوظيفة. وكانت النتيجة المركزية في القضية المعروفة بغريغز ضد شركة دوك للطاقة. هي أن يجب على صاحب العمل أن يثبت (أو أن يكون مستعدا لإثبات) أن عملية اختياره مرتبطة بالوظيفة المُشغَلَة.

## أنواع الاختبارات
يمكن استخدام أنواع مختلفة من التقييمات في اختبارات التوظيف بما في ذلك اختبارات الشخصية واختبارات الذكاء وعينات العمل ومراكز التقييم. ترتبط بعض هذه الاختبارات بشكل أفضل بأداء العمل من غيرها ويمكن لأصحاب العمل استخدام أكثر من نوع واحد.

### اختبارات تقييم الأداء
تعد اختبارات التقييم القائمة على الأداء عملية لمعرفة ما إذا كان المتقدمون قادرون على أداء الوظيفة التي يتقدمون لها. يتم ذلك من خلال اختبارات تُجرى وتُقيَّم مباشرة من قبل مديري التوظيف الذين سيشرفون على الموظف المحتمل.
تكون هذه الاختبارات بين النظراء وتعكس المهام التجارية الحقيقية التي يجب أن يؤديها المرشحون في حال تم اختيارهم للدور. تكون الاختبارات مفتوحة المدة ومحدودة الزمن وتتعلق بأسئلة ذات صلة بالعمل يجب على المتقدمين تقديم إجاباتهم عليها لإثبات قدراتهم.

### اختبارات الشخصية
يقوم بعض أصحاب العمل باختيار الموظفين باستخدام اختبارات الشخصية.
لقد اختبر الباحثون الصفات الشخصية الخمسة الأكثر استخداما (الانفتاح والحرفية والانبساط والانسجام والتوتر). ترتبط الحرفية بشكل إيجابي بأداء العمل لجميع الوظائف كما توصلت التحاليل الذاتية إلى أن تحليل 36 دراسة وجدت نتائج مشابهة بالنسبة للحرفية وأيضا التوتر.
ومع ذلك يمكن أن تترابط عوامل أخرى للشخصية مع جوانب غير تقليدية من أداء العمل مثل القيادة والفاعلية في بيئة الفريق. يتم أيضا استخدام مؤشر مايرز بريغز للأنماط".
"الثمانية العظمى" هو نموذج مقترح للكفاءات. وجد تحليل لـ 29 دراسة أن اختبارات الشخصية التي تشير إلى أن الموظف يتمتع بكفاءة معينة من الـ "الثمانية العظمى" ترتبط بشكل إيجابي بأدائهم الفعلي في تلك الكفاءة.
اختبار الشخصية المتعدد الأطوار للشخصية في ولاية مينيسوتا هو اختبار للاضطرابات النفسية يتم التحقق منه بشكل كبير وعادة ما يُستخدم في إعداد علم النفس السريري وقد يكشف عن اضطرابات صحة العقل المحتملة. ومع ذلك يمكن أن يعتبر ذلك من قبل هيئة المساواة في فرص العمل بأن صاحب العمل لديه معرفة بحالة طبية قبل تقديم عرض العمل. وهذا يُعتبر أساسا غير قانوني لاتخاذ قرار توظيف في الولايات المتحدة. يجب على أصحاب العمل الذين يفكرون في اختبارات الشخصية التركيز على الاختبارات المصممة لأغراض الوظيفة وعدم تقديم أي معلومات تتعلق بصحة العقل أو الاستقرار العقلي للمتقدمين.
تستخدم اختبارات النزاهة في التوظيف لتحديد صدقية ونزاهة المتقدم. وجدت دراسة شاملة للعديد من التحاليل النزاهة ترابطا قويا نسبيا بين اختبارات النزاهة وأداء الوظيفة.
قد يكذب المرشحون في اختبارات الشخصية من أجل زيادة فرصهم في الانتخاب كما وجد تحليل لـ 33 دراسة على الرغم من أنه يُجادل بأن المقيّمين يجب أن يعتبروا الكذب في هذه الحالة شيئا جيدا للتكيف الاجتماعي.

### اختبارات القدرات العامة والإدراكية
يمكن لاختبارات القدرة الإدراكية تقييم الذكاء العام وأن ترتبط بشكل كبير جدا بالأداء الوظيفي الشامل. الأفراد ذوو مستويات أعلى من القدرة الإدراكية عادة ما يؤدون بشكل أفضل في وظائفهم. وهذا ينطبق بشكل خاص على الوظائف التي تتطلب ذكاءا فكريا مطلوبا بشكل خاص.
وجدت دراسة شاملة تحليل شامل لمجموعة متنوعة من الاختبارات أن أقوى الارتباطات الإيجابية بين الأداء الوظيفي وجدت في اختبارات القدرة العقلية العامة.
وجدت دراسة لـ 12 شركة أن الدرجات في مادة الرياضيات ترتبط بتحسين استبقاء الموظف بعد 12 شهرا ولكن ليس للدرجات في مقاييس أخرى مثل تحديد المعلومات أو الملاحظة أو القراءة وما إلى ذلك.

### اختبارات معرفة الوظيفة
يقوم أصحاب العمل بإجراء اختبارات معرفة الوظيفة عندما يجب على المتقدمين أن يكونوا يمتلكون مجموعة من المعرفة قبل التوظيف. اختبارات معرفة الوظيفة مفيدة بشكل خاص عندما يجب على المتقدمين أن يكونوا يمتلكون معرفة متخصصة أو تقنية يمكن الحصول عليها فقط من خلال خبرة واسعة أو تدريب. تستخدم اختبارات معرفة الوظيفة عادة في مجالات مثل برمجة الحاسوب والقانون والإدارة المالية وصيانة الكهرباء أو الميكانيكا.
اختبارات الترخيص وبرامج الشهادات هي أيضا أنواع من اختبارات معرفة الوظيفة. يشير اجتياز مثل هذه الاختبارات إلى الكفاءة في مجال الموضوع الذي يتم اختباره. يجب أن تكون الاختبارات ممثلة للمجال المختبر وإلا يمكن رفع دعوى قضائية ضد جهة إعطاء الاختبار.

### اختبارات التحكيم الوضعي
تُستخدم اختبارات التحكيم الوضعي عادة كأدوات لاختيار وفحص الموظفين وتم تطويرها للتنبؤ بنجاح التوظيف. تقدم هذه الاختبارات سيناريوهات واقعية افتراضية في شكل اختيارات متعددة. يُطلب من المتقدمين أن يذكروا ما الذي سيفعلونه في حالة واجهوا صعوبة في موقف متعلق بالعمل.
تقيس اختبارات التحكيم الوضعي ملاءمة المتقدمين للوظيفة من خلال تقييم سمات مثل حل المشكلات والتوجه للخدمة والسعي لتحقيق النجاح.

## القيود
يعتمد الكثير من البحث الذي يتم على مثل هذه الاختبارات على الارتباطات. يحدد البحث في علم النفس عادة عتبة منخفضة نسبيا عند تقرير ما إذا كان الارتباط قويا أم ضعيفا. يتبع الكثيرون معيارا يفترض أن 50٪ هو ارتباط قوي - على الرغم من أن النتائج نادرا ما تصل إلى هذا المستوى - في حين يُقال في مجالات أخرى خارج علم النفس أن الارتباط القوي يكون فوق 80٪. يثير العمل المترابط قضايا أخرى. قد يشير إلى أن الموظفين الذين يحصلون على درجات عالية في الاختبارات يؤدون بشكل أفضل في عملهم ولكنه لا يوضح إلى أي مدى يكونون أفضل. أيضا الارتباط لا يعني السببية.
أثار الباحثون مخاوف بأن المرشحين المحتملين قد يرى أن طريقة الاختبار المعينة تعكس سلبا على الشركة. قد يثبط ذلك رغبتهم في التقدم للوظيفة مما يحرم الشركة من المرشحين الجيدين وقد يخبرون الآخرين عن تجربتهم السلبية مما يؤثر سلبا على سمعة الشركة.